# Ramayana
Rāmāyaṇa (Devanagari: रामायण), từ Hán-Việt là La-ma-diễn-na, là một sử thi cổ đại viết dưới dạng trường ca tiếng Sanskrit và là một phần quan trọng của bộ kinh Ấn Độ giáo (smṛti). Đây là bộ sử thi bằng tiếng Phạn nổi tiếng thứ hai của Ấn Độ cổ đại. Người ta cho rằng tác giả của Ramayana là nhà thơ Valmiki.

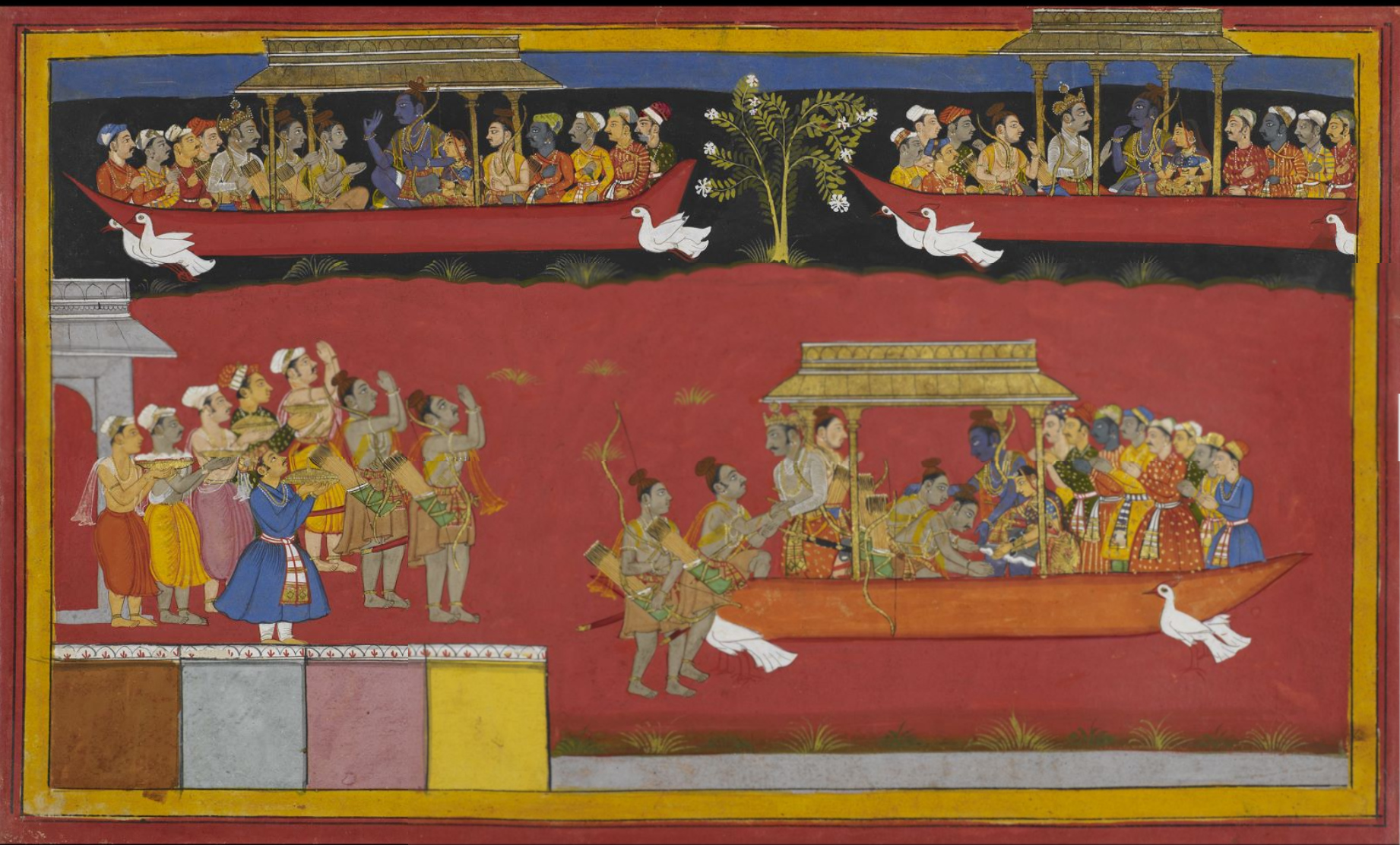
Rama trở về Ayodhya

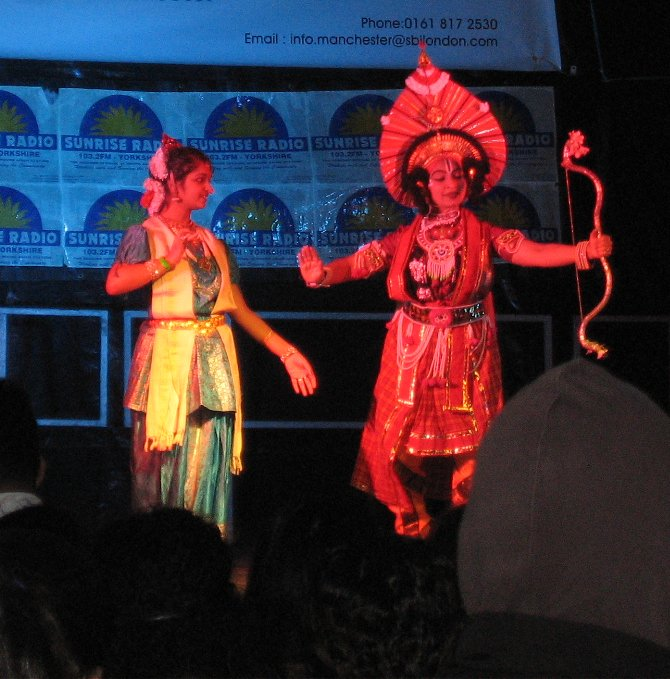
Rama và Sita trong một vở kịch tại Manchester trong Divali, 2006

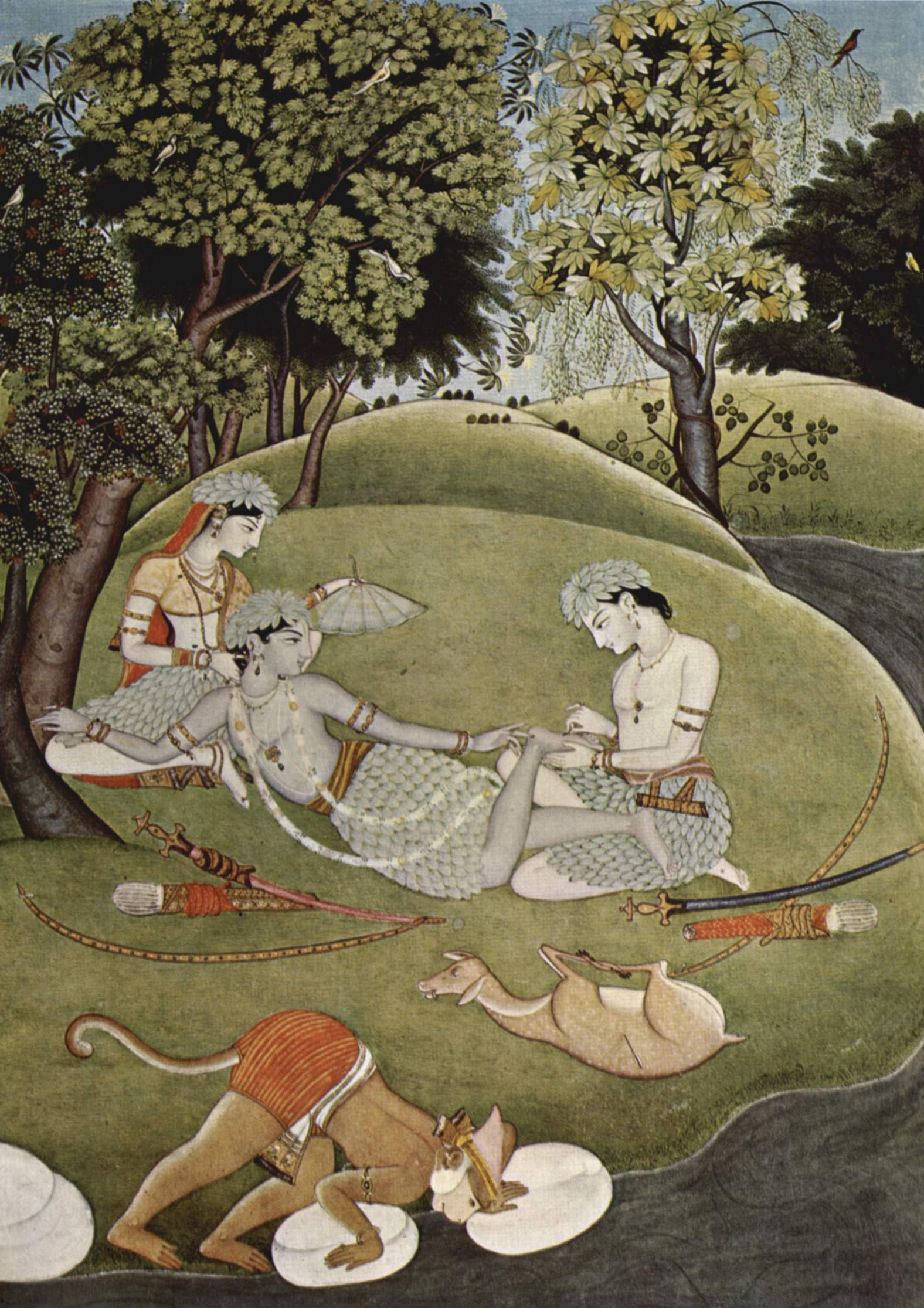
Rama và Sita, tranh của Indischer Maler 1780

Tên gọi Rāmāyaṇa là một từ ghép tatpurusha của Rāma và ayana "đi đến, tiến đến", được dịch ra là "những cuộc du hành của Rāma". Rāmāyaṇa bao gồm 24.000 câu thơ đôi trong bảy tập (kāṇḍas) và kể về câu chuyện của một hoàng tử, Rama của xứ Ayodhya, vợ là Sita bị bắt đi bởi vua quỷ (Rākshasa) vua xứ Lanka, Rāvana. Trong dạng hiện tại của nó, Valmiki Ramayana có niên đại có thể từ 500 TCN đến 100 TCN, hay là khoảng cùng thời với những bản đầu tiên của sử thi Mahabharata.

## Nội dung

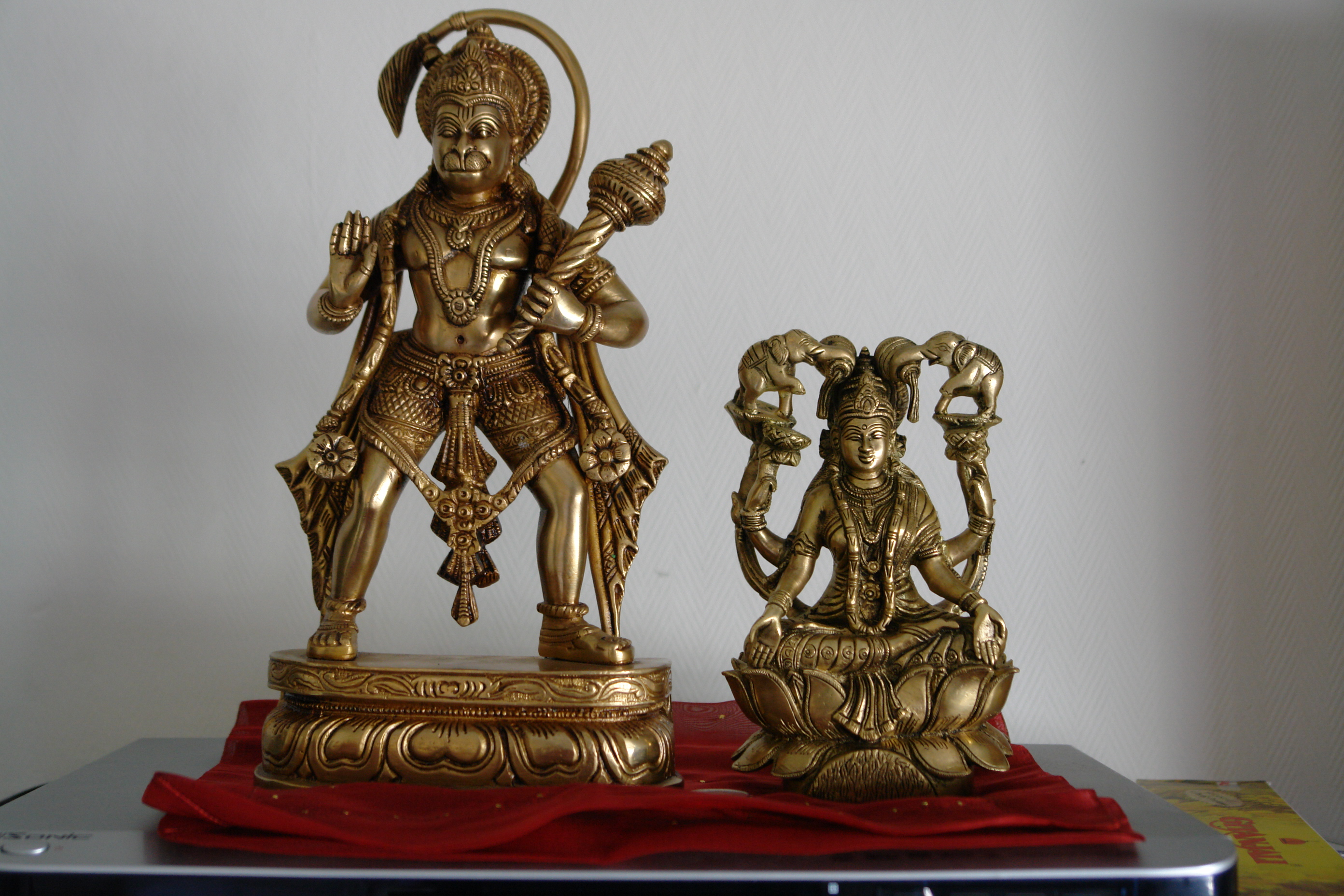
Hanuman-hình tượng Ấn Độ của Tôn Ngộ Không.